# Бестауты, Бала Иванович
Бала Иванович Бестауты (род. 22 апреля 1959 года) — министр обороны (2001—2002 и июль-сентябрь 2003), активный участник югоосетинского конфликта, майор, командир роты (начальник) горного спецназа Минобороны Республики Южная Осетия, депутат парламента Южной Осетии, начальник автомобильно-железнодорожного вокзала, атаман Аланского казачьего войска Республики Южная Осетия.

## Биография
Занимал должность главы МВД Республики Южная Осетия. С июля по сентябрь 2003 года был министром обороны республики. После ухода с поста возглавил отряд горного спецназа Минобороны, затем был избран в республиканский парламент.
14 июля 2006 на Бестауты было совершено покушение в Цхинвали, в результате которого он не пострадал, но погибло двое непричастных детей.
Участник войны в Грузии 2008 года, командир отдельной горной роты (ОГР). Кавалер ордена Уацамонга.
В феврале 2011 года прокуратура Южной Осетии заводила на Бестауты дело после того, как тот избил на улице министра здравоохранения Южной Осетии Отара Гассиева; после нескольких ударов в лицо Гассиев потерял сознание и был направлен в североосетинскую больницу.
С декабря 2011 года — председатель Комитета экологии, геологии и природопользования Южной Осетии.
По запросу Грузии был внесён в санкционный список Интерпола, в связи с чем в 2012 году задерживался на подконтрольном Южной Осетии участке российско-грузинской границы; в 2016 году усилиями южноосетинских дипломатов санкции с Бестауты были сняты.

## Примечание
1. ↑  Полководцы Южной Осетии // КоммерсантЪ. — 2010. — 5 августа (№ 141). — С. 5. Архивировано 5 сентября 2022 года.
2. ↑  ЮЖНАЯ ОСЕТИЯ ГОТОВИТСЯ К ВОЙНЕ. iwpr.net. Дата обращения: 18 июля 2023. Архивировано 18 июля 2023 года.
3. ↑  Civil Georgia | В результате взрыва в Южной Осетии погибли два человека. civil.ge. Дата обращения: 18 июля 2023.
4. 1 2  В Южной Осетии депутат из полевых командиров зверски избил главу Минздрава после увольнения своей жены. NEWSru.com (21 февраля 2011). Дата обращения: 18 июля 2023. Архивировано 18 июля 2023 года.
5. ↑  Алексей Маргиев. Некоторые статьи, опубликованные в российских СМИ по югоосетинской проблематике. poisk-ru.ru. Дата обращения: 6 февраля 2021.
6. ↑  Министру здравоохранения потребовалась медицинская помощь. www.kommersant.ru (21 февраля 2011). Дата обращения: 18 июля 2023.
7. ↑  В Южную Осетию планируют привезти фазанов. Государственное информационное агентство "Рес" (9 марта 2023). Дата обращения: 18 июля 2023. Архивировано 17 июля 2023 года.
8. ↑  Временно исполняющий обязанности президента Южной Осетии произвел кадровые перестановки - ТАСС. TACC. Дата обращения: 18 июля 2023. Архивировано 18 июля 2023 года.
9. ↑  На российской-югоосетинской де-факто границе задержан депутат парламента РЮО Бала Бестауты. Эхо Кавказа (19 мая 2012). Дата обращения: 18 июля 2023. Архивировано 18 июля 2023 года.
10. ↑  Узел, Кавказский. На российско-югоосетинской границе задержан депутат парламента республики Бала Бестауты. Кавказский Узел. Дата обращения: 18 июля 2023. Архивировано 18 июля 2023 года.
11. ↑  Бестауты теперь может свободно въезжать в Россию. Эхо Кавказа (3 февраля 2016). Дата обращения: 18 июля 2023. Архивировано 18 июля 2023 года.